# Shelby Charter Township (Michigan)
Shelby è una città degli Stati Uniti d'America nella Contea di Macomb, nello Stato del Michigan.
Al Censimento del 2000, la città aveva una popolazione di 65.159 abitanti. Al 2008, il numero è cresciuto fino a 71.404 unità.
Secondo lo United States Census Bureau, la città si estende su un'area di 91,2 km².